# Deutsche Leichtathletik-Hallenmeisterschaften 1980
Die 27. Deutschen Leichtathletik-Hallenmeisterschaften fanden am 8. und 9. Februar in der Helmut-Körnig-Halle von Dortmund statt. Zum sechsten Mal war Dortmund Gastgeber. Anke Weigt im Weitsprung, Franz-Peter Hofmeister im 400-Meter-Lauf und die 4-mal-400-Meter-Staffel der LG Bayer Leverkusen stellten neue DLV-Rekorde auf.

## Hallenmeister und -meisterinnen
| Disziplin      | Männer                                                            | Frauen                                               |
| -------------- | ----------------------------------------------------------------- | ---------------------------------------------------- |
| 60 m           | Werner Bastians (TV Wattenscheid) 6,68 s                          | Monika Hirsch (USC Mainz) 7,41 s                     |
| 200 m          | Udo Thiel (TV Wattenscheid) 21,43 s                               | Heidi-Elke Gaugel (VfL Sindelfingen) 23,60 s         |
| 400 m          | Franz-Peter Hofmeister (LG Bayer Leverkusen) 46,56 s (DLV-Rekord) | Elke Decker (LG Bayer Leverkusen) 53,28 s            |
| 800 m          | Thomas Wilking (OSC Dortmund) 1:50,4 min                          | Petra Kleinbrahm (LG Bayer Leverkusen) 2:04,1 min    |
| 1500 m         | Uwe Becker (VfL Wolfsburg) 3:43,6 min                             | Brigitte Kraus (ASV Köln) 4:16,9 min                 |
| 3000 m         | Karl Fleschen (LG Bayer Leverkusen) 7:52,9 min                    |                                                      |
| 60 m Hürden    | Guido Kratschmer (USC Mainz) 7,84 s                               | Doris Baum (TK Grevenbroich) 8,21 s                  |
| 4 × 200 m      |                                                                   | LG Bayer Leverkusen 1:35,7 min                       |
| 4 × 400 m      | LG Bayer Leverkusen 3:09,1 min (DLV-Rekord)                       |                                                      |
| 3 × 1000 m     | LAV Bayer Uerdingen/Dormagen 7:16,1 min                           |                                                      |
| Hochsprung     | Dietmar Mögenburg (LG Bayer Leverkusen) 2,27 m                    | Ulrike Meyfarth (LG Bayer Leverkusen) 1,86 m         |
| Stabhochsprung | Günther Lohre (SV Salamander Kornwestheim) 5,35 m                 |                                                      |
| Weitsprung     | Joachim Busse (ASV Köln) 7,92 m                                   | Anke Weigt (LG Bayer Leverkusen) 6,71 m (DLV-Rekord) |
| Dreisprung     | Klaus Kübler (SV Salamander Kornwestheim) 16,50 m                 |                                                      |
| Kugelstoßen    | Hans-Joachim Krug (ASV Köln) 18,11 m                              | Eva Wilms (LAC Quelle Fürth) 19,48 m                 |